# Wolfgottesacker

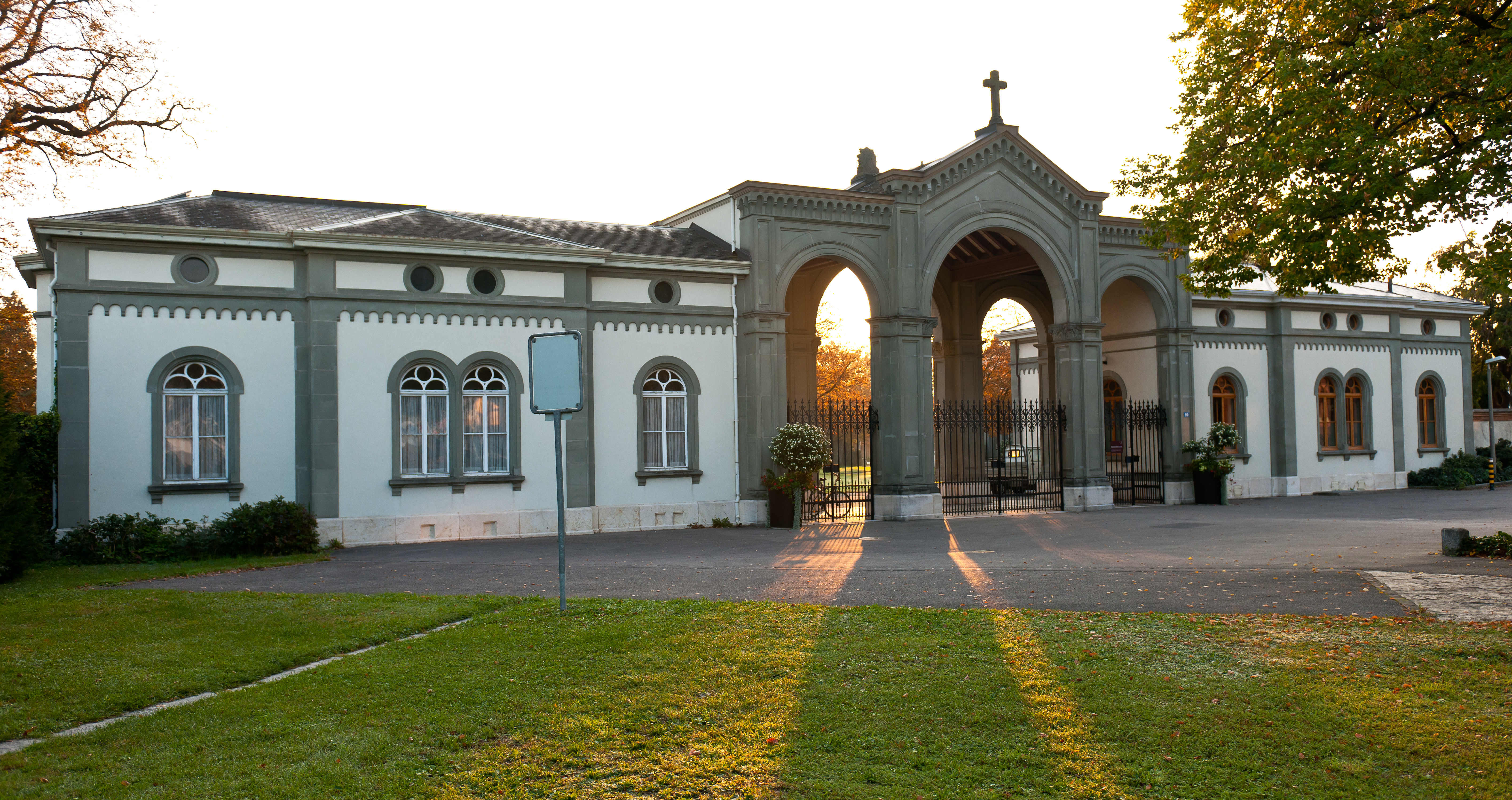
Haupttor des Wolfgottesackers

Der Wolfgottesacker ist einer der Basler Friedhöfe. Er liegt im Osten der Stadt neben den SBB-Gleisen und bildet eine grüne Insel in einem Industrie- und Gewerbegebiet zwischen dem Güterbahnhof Wolf und dem Tramdepot Dreispitz.
Der Wolfgottesacker ist – abgesehen von dem nur zu kleinen Teilen erhaltenen Kirchhof St. Alban und den Kreuzgängen des Basler Münsters – die älteste weitgehend erhaltene Begräbnisstätte der Stadt, davon die einzige bis heute genutzte, und ist eines der bedeutendsten Schweizer Beispiele für frühe landschaftlich gestaltete Friedhöfe.

## Geschichte

Ausschnitt aus dem nicht realisierten Entwurfsplan von Amadeus Merian, 1865

Bestandsplan des Gottesackers auf dem Wolf. Lithografie von Emanuel Hindermann, Basel, angefertigt nach 1872

Aufgrund der rasant wachsenden Bevölkerungszahl und der nach Abriss der alten Stadtmauern beabsichtigten Ausdehnung der Bauflächen der Stadt beschloss 1866 der Basler Stadtrat nach mehrjähriger Diskussion die Anlage zweier weiterer Friedhöfe weit ausserhalb der damaligen Stadtgrenzen: auf dem Kannenfeld (1868 eingeweiht) für die Bevölkerung links des Birsigs und auf dem Wolffeld für die Bevölkerung rechts des Birsigs. Bis ins 17. Jahrhundert streiften hier noch Wölfe herum; der daher rührende Flurname verlieh auch dem Gräberfeld seinen Namen.
Aufgrund der für Gräber wenig geeigneten Bodenbeschaffenheit des «Wolfareals» und einer natürlichen Senke in dem Grundstück (es fällt ausserdem, vom Eingang im Süden aus gesehen, leicht nach hinten ab) mussten zunächst grosse Mengen Erde aus dem Bruderholz zur Aufschüttung herangebracht werden. Ein erster Situationsplan zum «Wolfgottesacker» war 1865 vom früheren Basler Bauinspektor Amadeus Merian (1808–1889) angefertigt worden, nachdem er mit einer Delegation mehrere süddeutsche Stadtfriedhöfe besichtigt hatte. Der Gesamtplan von Merian wurde in Bezug auf die Architekturform und vor allem die gärtnerische Gestalt mehrfach überarbeitet. Merian beauftragte den aus Türkheim in Bayern stammenden, in München ausgebildeten und seit 1863 als Basler Stadtgärtner tätigen Landschaftsgärtner Georg Lorch (1829–1870), der zuvor schon die gärtnerischen Anlagen des «Kannenfeld-Gottesackers» ausgeführt hatte, mit der Ausarbeitung der gärtnerischen Planung. Die Ausarbeitung der baulichen Formen oblag dem Architekten Johann Jakob à Wengen (1814–1875). Dieser legte 1866 zahlreiche Detailpläne vor, die später aus finanziellen Gründen allerdings nur in reduzierter Form ausgeführt wurden.
Am 22. Februar 1869 bewilligte der Rat den Baukredit von 241'000 Franken. Am 31. März 1869 wurde ein Pachtvertrag mit der Besitzerin des über 500 Ar grossen Grundstücks, Margaretha Merian-Burckhardt (Witwe des Grossgrundbesitzers Christoph Merian), geschlossen um jährlich 690 Franken. Unter der Bauleitung des Basler Architekten Rudolf Fechter (1840–1902) wurde im Oktober 1870 mit den Erd- und Gartenarbeiten begonnen, mit den Hochbauten im April 1871. Im Mai 1871 war die mit zahlreichen Gitterfeldern gegliederte Umfassungsmauer fertig. Am 23. Mai 1872 wurde der «Gottesacker» eingeweiht, die erste Erdbestattung war am 3. Juni 1872.
Ein Jahr nach der Eröffnung plante die Schweizerische Centralbahn unmittelbar neben dem Friedhof den heute noch bestehenden Rangier- und Güterbahnhof. Da diesem der Friedhof im Weg war, erwog das zuständige Sanitätsdepartement zunächst eine Verlegung des «Gottesackers». Ab September 1874 wurden daher die Beisetzungen vorsorglich eingestellt und somit alle Beerdigungen aus dem Grossbasel ins Kannenfeld verlagert. 1875 wurde der nördliche Friedhofseingang an der St.-Jakobs-Strasse geschlossen, da der Nordteil des Friedhofs dem Bau des provisorischen Rangierbahnhofs zum Opfer fiel. Im Juni 1879 wurde der Friedhof neu eröffnet, 1880 wurden weitere 144 Ar des unteren Friedhofsbereiches an die «Centralbahn» veräussert. Als Ausgleich wurden an der West- und Ostseite Erweiterungsflächen angegliedert, wodurch allerdings die ursprüngliche Symbolik des Friedhofsgrundrisses in der Form einer Kirche verloren ging. 1889 verkaufte die Christoph-Merian-Stiftung das bisher verpachtete Friedhofsgrundstück an die Stadt.
In den Jahren 1915/1916 wurde neben dem Eingangsportal an der Münchensteinerstrasse das Wagendepot der Basler Strassenbahnen und ein Wohnhaus für Angestellte errichtet. 1929 kürzte man die Zufahrt zum Friedhof zugunsten neuer Gleise des Depots. Von 1937 bis 1941 wurde der Friedhof vorübergehend geschlossen, 1940 und 1947 wurden einige Grabfelder neu eingeteilt und formal umgestaltet. 1957 trennte man von der in den 1880er Jahren angelegten Westerweiterung des Friedhofs mehr als 1'200 Quadratmeter für den Bau eines Lagerhauses des Bahnhof-Kühlhauses ab. Im Vorfeld der 1951 erfolgten Aufhebung der Gottesäcker Horburg und Kannenfeld sowie in den Jahren danach wurden zahlreiche ihrer Grabstätten in den «Wolfgottesacker» verlegt, 1953 kamen weitere achtzehn als besonders erhaltenswert erachtete Grabsteine vom Kannenfeld hierher, wodurch sich auf dem «Wolfgottesacker» eine regional bedeutende Sammlung wertvoller Grabsteine entwickelte. Umgekehrt verlegte man vereinzelt auch Gräber vom «Wolfgottesacker» weg, beispielsweise wurde der 1897 verstorbene Kulturhistoriker Jacob Burckhardt 1936 auf den 1932 neu angelegten Friedhof am Hörnli im Vorort Riehen umgebettet. 1962 wurden die ursprünglichen Kieswege asphaltiert. 1964 sollte das Eingangsportal wegen Bauschäden abgerissen und durch ein Eisengitter ersetzt werden; es konnte aber durch den Einsatz der Staatlichen Heimatschutzkommission sowie der Öffentlichen Basler Denkmalpflege erhalten werden und wurde 1965 renoviert.
Seit 1980 dient der «Wolfgottesacker» ausschliesslich als Standort von Familiengräbern. Es werden noch rund 180 Bestattungen pro Jahr durchgeführt. 1990 wurde ein wissenschaftliches Inventar erstellt. Im November 1995 wurde der Friedhof unter Denkmalschutz gestellt.
Zum 150-Jahr-Jubiläum des Wolfgottesackers finden von Mai bis November 2022 Veranstaltungen statt.

## Architektur und Grünanlagen

Nicht realisierte Entwurfszeichnung von Johann Jakob à Wengen zur Abdankungshalle, 1866

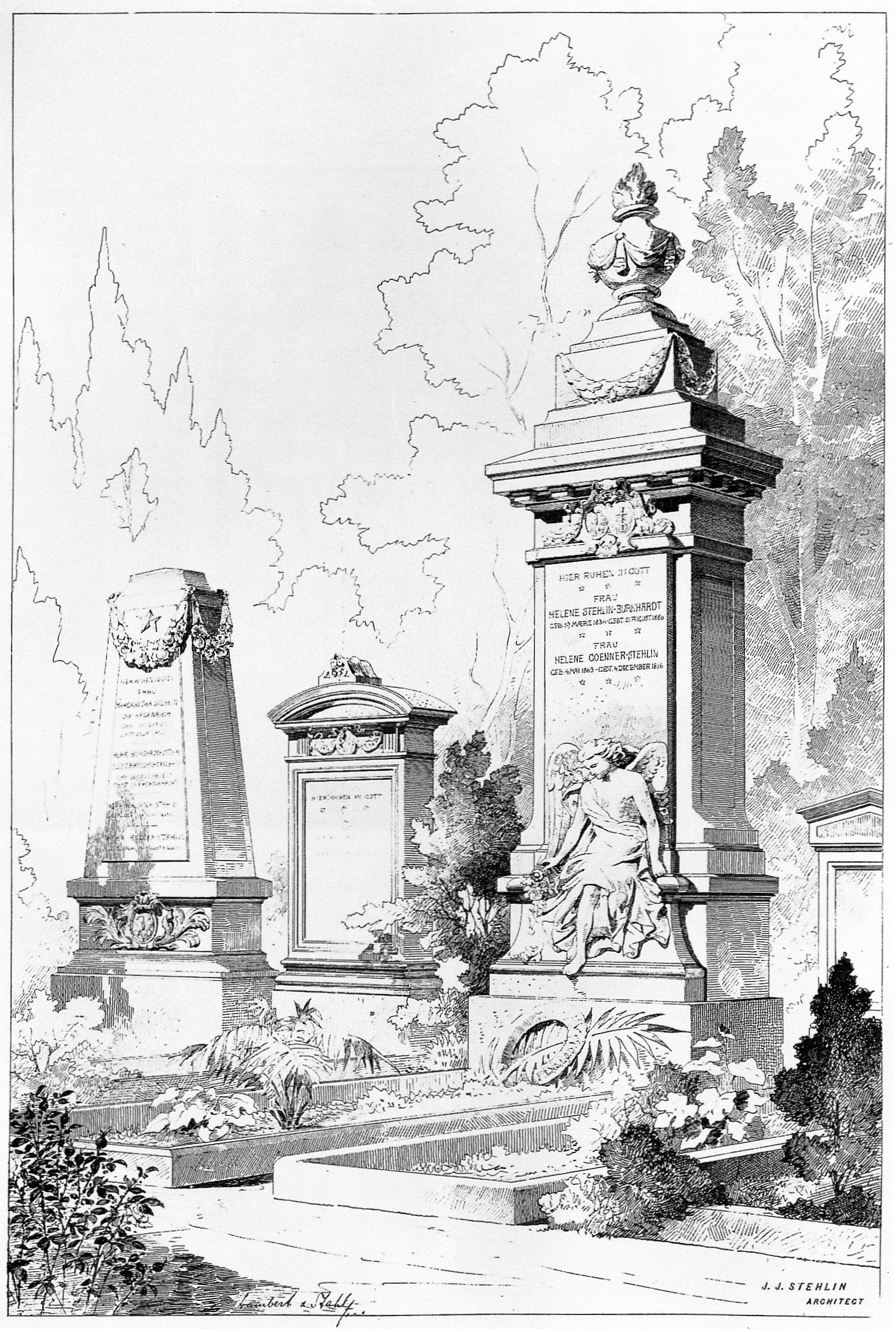
Grabmal der Familie Stehlin. Lithografie von Johann Jakob Stehlin d. J., 1893

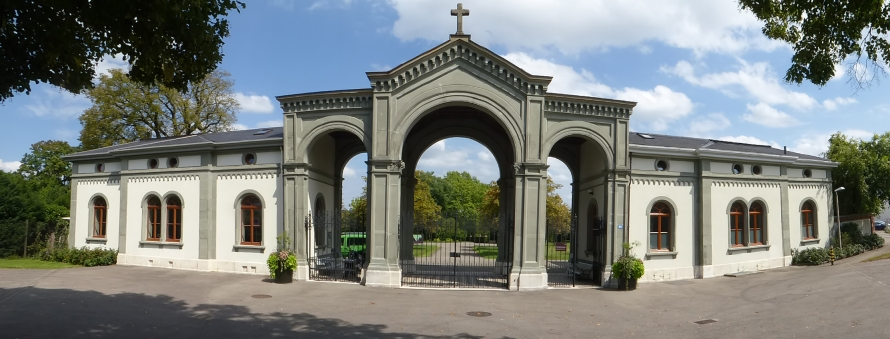
Eingang zum Friedhof Wolfgottesacker

Der Zugang zum «Wolfgottesacker» erfolgt von der Münchensteinerstrasse am Südende des Friedhofs. Dort bildet die Friedhofsmauer ein nach aussen gehendes halbiertes Achteck, das bewusst an den Grundriss eines Chorraumes erinnern sollte, der dem breiteren rechteckigen Hauptteil des Friedhofs (dem «Kirchenschiff») vorgelagert ist. An der westlichen Schrägseite dieses Halboktogons entstand ein dreibogiges Eingangsportal, entworfen von Johann Jakob à Wengen. Dem Portal wurden beidseits Gebäudeflügel für Verwaltung und Gärtner angegliedert. Auf der östlichen Schrägseite des halben Achtecks errichtete man das Leichenhaus. Das links vom Vorplatz gelegene Eingangsportal und die rechts gelegene Aussegnungshalle stehen also symmetrisch zueinander, jeweils im Winkel von rund 45 Grad zu einer gedachten Mittelachse des Friedhofs, etwa im rechten Winkel zueinander und bilden so eine Art Hof. Für beide in neobyzantinischem Stil errichtete Gebäude verwendete man Berner Sandstein.
Vom Eingangsportal gelangt man über eine Lindenallee zu einem von Kastanienbäumen umstandenen Rundplatz als Mittelpunkt des angeschnittenen Oktogons. Auf diesen trifft von der Aussegnungshalle her eine dazu achsensymmetrische zweite Wegachse. Auf dem Platz war ursprünglich eine Abdankungskapelle in Form eines Zentralbaues vorgesehen. Die Realisierung des Entwurfs wurde aus finanziellen Gründen zunächst zurückgestellt und auch später nie verwirklicht, so dass der Platz heute etwas leer wirkt. Die Toten wurden in einer improvisierten Kapelle im Leichenhaus aufgebahrt, an deren Stelle eigentlich ein Sezierraum vorgesehenen war. Auch der ursprünglich vorgesehene Bau von Grabhallen an den beiden gerundeten südlichen Ecken der Friedhofsmauer wurde nicht verwirklicht.
Von dem Rundplatz im Zentrum dieses Hofes sollte nach dem ersten Entwurf von Amadeus Merian eine Hauptwegeachse als Grundgliederung mittig durch die Gräberfelder führen, etwa im Zentrum der Anlage von einer Querallee gekreuzt; im Schnittpunkt beider Achsen war ein zweiter Rundplatz vorgesehen. Die weitere Erschliessung der Fläche sollte nach dem Vorbild der Gestaltungsprinzipien für Friedhöfe des berühmten deutschen Landschaftsgartengestalters Friedrich Ludwig Sckell aus dessen Beiträgen zur Bildenden Gartenkunst erfolgen, die Stadtgärtner Lorch kannte: unregelmässig geschwungene und verzweigte Wege, an deren Gabelungen aus ästhetischen Gründen verdeckende Baum- und Strauchgruppen vorgesehen waren, um eine gewisse Spannung auf den weiteren Wegeverlauf zu erzeugen.
Der schliesslich realisierte Plan übernahm die von Merian vorgesehene Form des Eingangshofes, verzichtete aber auf die das Hauptgräberfeld mittig durchschneidende Hauptachse. Stattdessen wurde dieses Gräberfeld streng orthogonal gegliedert und von einem etwa halbkreisförmigen Rundweg gefasst, den ein breites Grünflächenband auf der Aussenseite begleitet. In diesem durch unregelmässig geschwungene Nebenwege erschlossenen Grünstreifen wurden weitere Laubbäume und Sträucher gepflanzt, so dass sich der Charakter eines schattigen Haines ergibt. In diesem liegen zwei kleine, naturähnlich ausgeformte künstliche Weiher, deren Hintergrund mit Nagelfluhfelsen geschmückt sowie mit Farnen und anderen Stauden und Sträuchern, u. a. einer Sumpfzypresse, bepflanzt ist. Entlang dieses bewusst hochwertig gestalteten Rundweges wurden an den westlichen und östlichen Friedhofsmauern Gräber für die begüterten Familien angelegt, die ursprünglich oft mit individuellen Einfassungen versehen waren. Für die Reihengräber im zentralen Friedhofsbereich war hingegen keine öffentliche Bepflanzung vorgesehen.

## Grabstätten

### Grabstätten bedeutender Persönlichkeiten

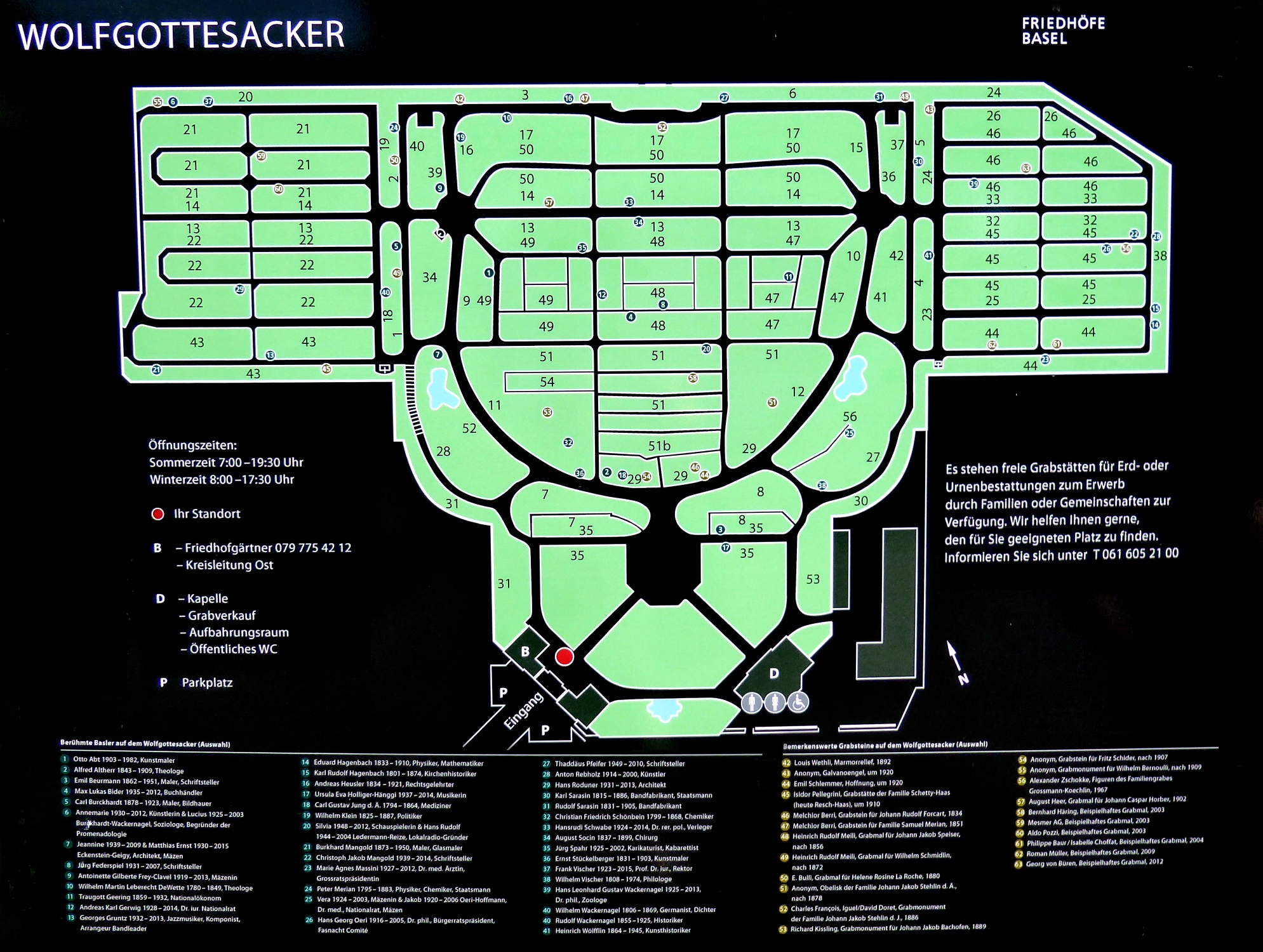
Informationstafel der Grabstätten bedeutender Persönlichkeiten

Auf dem «Wolfgottesacker» haben viele Basler Persönlichkeiten und alteingesessene Familien des 19. Jahrhunderts, auch aus dem Basler «Daig», ihre letzte Ruhe gefunden. Ein 1990 fertiggestelltes wissenschaftliches Inventarisation des Wolfgottesackers zählt 1130 Grabmäler aus der Zeit von 1872 bis 1920/30, wovon über die Hälfte als wertvoll eingestuft wird und daher unter Schutz steht. Begraben sind auf dem Wolfgottesacker unter anderem:

#### A
- Otto Abt (1903–1982), Kunstmaler
- Alfred Altherr (1843–1918), evangelisch-reformierter Geistlicher und Schriftsteller
- Eugen Ammann (1882–1978), Maler, Grafiker, Zeichner und Bildhauer
- John Nevins Andrews (1829–1883), Prediger, Bibeltheologe, Missionar der Adventbotschaft in Basel

#### B
- Johann Jakob Bachofen (1815–1887), Rechtsgelehrter, Altertumsforscher
- Hans Balmer (1903–1996), Pianist, Organist
- Johann Jakob Balmer (1825–1898), Lehrer, Forscher («Balmersche Formel»), Mathematiker, Physiker
- Albert Barth (1874–1927), Theologe, Bildungspolitiker, Schulreformer
- Hermann Baur (1894–1980), Kirchenarchitekt, Präsident des Bundes Schweizer Architekten
- Conrad Beck (1901–1989), Komponist
- Elisabeth Bernoulli (1873–1935), Frauenrechtlerin
- Eugen Bernoulli (1882–1983), Arzt, Pharmakologe
- Hans Bernoulli (1876–1959), Architekt
- Wilhelm Bernoulli (1869–1909), Baumeister, Architekt
- Alfred Bertholet (1868–1951), reformierter Theologe
- Emil Beurmann (1862–1951), Maler, Schriftsteller
- Robert Bindschedler (1844–1901), Chemiker und Industrieller
- Robert Bing (1878–1956), Neurologe
- Andreas Bischoff (1812–1875), Kaufmann, Entomologe, Sammler und Mäzen
- Hieronymus Bischoff (1795–1870), Bankier, Politiker und Stifter
- Johann Jacob Bischoff (1841–1892), Chirurg und Gynäkologe
- Nikolas C. G. Bischoff (1893–1962), Redakteur der Basler Nachrichten, LPS Politiker und Oberstleutnant
- Wilhelm Bischoff (1832–1913), LPS Regierungsrat und Oberst
- Eugen Blocher (1882–1964), Jurist und Politiker (SP)
- Carl Bohny (1856–1928), Arzt, Präsident des Schweizerischen Roten Kreuzes (SRK)
- Gustav Adolf Bohny (1898–1977), Jurist, Notar, Präsident des Schweizerischen Roten Kreuzes
- Heinrich Boos (1851–1917), Historiker
- Stephan Born (1824–1898), Politiker und Gewerkschafter
- Karl Johann Brenner (1814–1883), Jurist und Politiker
- Gustav von Bunge (1844–1920), Mediziner
- Abel Burckhardt (1805–1882), Pfarrer und Komponist
- Annemarie Burckhardt (1930–2012), Objektkünstlerin
- Carl Burckhardt (1795–1850), Jurist, Politiker und Bürgermeister
- Carl Burckhardt (1878–1923), Maler und Bildhauer
- Fritz Burckhardt (1830–1913), Mathematiker, Schulleiter und Politiker
- Hans Lukas Burckhardt (1924–2018), Anwalt, Politiker und Hobby-Jazzmusiker
- Jenny Burckhardt (1849–1935), Malerin
- Johann Jakob Burckhardt (1809–1888), Richter, Politiker und Bürgermeister
- Lucius Burckhardt (1925–2003), Soziologe, Nationalökonom, Dozent, Begründer der «Promenadologie»
- Max Burckhardt (1910–1993), Historiker
- Paul Burckhardt  (1880–1961), Architekt, Maler, Zeichner und Illustrator
- August Burckhardt-Brandenberg (1896–1987), Philologe und Archivar
- Karl Burckhardt-Iselin (1830–1893), Politiker, National- und Regierungsrat
- Daniel Burckhardt-Werthemann (1865–1949), Kunsthistoriker und Konservator
- Rudolf Burckhardt (1866–1908), Zoologe
- Fritz Buri (1907–1995), reformierter Pfarrer und Theologieprofessor
- Werner Buser (1928–1994), Werklehrer, Objektkünstler und Zeichner
- Albert Buss-Wenger (1862–1912), Unternehmer

#### C
- Pierre Chappuis (1855–1916), Physiker
- Pierre-Alfred Chappuis (1891–1960), Hydrobiologe, Höhlenforscher, Institut Leiter und Autor
- Alfred Christ (1865–1928), Arzt und Philanthrop, Gründer des Tuberkulose-Sanatoriums Erzenberg in Langenbruck
- Dorothea Christ (1921–2009), Kunsthistorikerin, Kunstkritikerin und Autorin
- Martin Alfred Christ (1900–1979), Maler, Zeichner und Grafiker
- Jakob Christ (1926–2008), Psychiater, Gründer der externen Psychiatrischen Dienste
- Robert Balthasar Christ (1904–1982), Textilkaufmann, Journalist, unter Pseudonymen «Fridolin» und «Glopfgaischt» (Klopfgeist) bekannt
- Wilhelm Christ-Iselin (1853–1926), Industrieller (Schappespinnerei), Autor
- Hanny Christen (1899–1976), Sammlerin von Volksmusik und volkskundlichem Material
- Gilbert Clavel (1883–1927), Kunsthistoriker, Existenzialist, Futurist, Visionär
- René Clavel (1886–1969), Chemiker, Teilhaber Färberei Clavel, Lindenmeyer AG

#### D
- Adam David (1872–1959), Zoologe, Afrikaforscher, Grosswildjäger und Publizist
- Karl Heinrich David (1884–1951), Komponist, Musikreferent und Musikkritiker
- Bernhard Duhm (1847–1928), Theologe
- Georg Ferdinand Dümmler (1859–1896), Philologe, Archäologe
- Rudolf Dürrwang (1883–1936), Künstler, Grafiker

#### E
- Alice Eckenstein (1890–1984), Helferin (Schweizerisches Rotes Kreuz) im Ersten Weltkrieg
- Ernst Egeler (1908–1978), Architekt
- Walther Eichrodt (1890–1978), protestantischer Theologe und bedeutender Alttestamentler
- Otto Erzer (1860–1941), Ingenieur, Unternehmer

#### F
- Jürg Federspiel (1931–2007), Schriftsteller, Reporter, Filmkritiker
- Bernhard Fehr (1876–1938), Anglist, Professor
- Fritz Fichter (1869–1952), Chemiker
- Theodor Fischer (1872–1925),  Kaufmann, Maler, Zeichner und Schriftsteller
- Lothar Forcart (1902–1990), Malakologe, Zoologe, Herpetologe
- Eduard Fueter senior (1876–1928), Historiker
- Carl Futterer (1873–1927), Komponist und Musikpädagoge

#### G
- Georgine Gerhard (1886–1971), Lehrerin und Frauenrechtlerin
- Traugott Geering (1859–1932), Nationalökonom und Wirtschaftshistoriker
- Johann Heinrich Gelzer (1813–1889), Professor der Geschichte, Staatsrat, Dr. h. c. der Theologie der Universität Jena
- Michael Gelzer (1916–1999), Diplomat
- Thomas Gelzer (1926–2010), Altphilologe
- Andreas Gerwig (1928–2014), Rechtsanwalt, Politiker
- Max Gerwig (1889–1965), Universitätsprofessor
- Friedrich Goppelsroeder (1837–1919), Chemiker, Doktor in Chemie, Physik und Mineralogie
- Ludwig Heinrich Grote (1825–1887), Theologe, Publizist
- Heinrich Eduard Gruner (1873–1947), Bauingenieur
- Robert Grüninger (1849–1924), Anwalt, Notar und Politiker
- George Gruntz (1932–2013), Jazz-Pianist, Komponist, Arrangeur, Bandleader
- Hans Rudolf Guggisberg (1930–1996), Historiker

#### H
- August Hagenbach (1871–1955), Physiker
- Dieter Hagenbach (1943–2016), Buchhändler, Verleger, Autor
- Karl Friedrich Hagenbach (1771–1849), Arzt, Botaniker, Anatom, Hochschullehrer
- Karl Rudolf Hagenbach (1801–1874), Kirchenhistoriker
- Eduard Hagenbach-Bischoff (1833–1910), Physiker, Mathematiker
- Heinz Helbing (1907–1987), Buchhändler und Verleger
- Andreas Heusler (1834–1921), Jurist, Rechtshistoriker und Politiker
- Eduard His-Eberle (1886–1948), Jurist, Lokalhistoriker
- Eduard Hoffmann-Feer (1892–1980), Maschineningenieur, Unternehmer, Gründer der Stiftung Basler Papiermühle
- Eduard Hoffmann-Krayer (1864–1936), Philologe, Sprachwissenschaftler, Germanist, Volkskundler, Autor
- Fritz Hoffmann-La Roche (von der Mühll) (1868–1920), Chemiker, Firmengründer der F. Hoffmann-La Roche AG
- Ursula Holliger-Hänggi (1937–2014), Harfenistin, Solistin und Kammermusikerin
- Paul Hosch (1886–1975), Architekt, Grafiker und Kunstgewerbler
- Gerhard Hotz (1880–1926), Chirurg
- August Huber-Stuckert (1868–1936), Staatsarchivar
- Johann Friedrich Huber (1766–1832), Graveur, Siegelstecher, Steinscheider, Medailleur, Architekt und Kunsthändler
- Johannes Hürzeler (1908–1995), Paläontologe

#### I
- Isaak Iselin-Sarasin (1851–1930), Jurist, Regierungsrat, Nationalrat

#### J
- Karl Jost (1882–1960), Anglist
- Karl Gustav Jung (1795–1864), Mediziner

#### K
- Rudolf Kaufmann (1902–1976), Kunsthistoriker, Lehrer und Autor
- Alice Keller (1896–1992), Wirtschaftswissenschaftlerin, Direktorin und Frauenrechtlerin
- Gustav Kelterborn (1841–1908), Architekt
- Julius Kelterborn (1857–1915), Architekt
- Ludwig Adam Kelterborn (1811–1878), Genremaler, Karikaturist
- Otto Klein (1906–1994), Maler
- Wilhelm Klein (1825–1887), Politiker
- Friedrich Klingelfuss (1859–1932), Physiker und Erfinder der Funkeninduktoren für Röntgenstrahlen
- Alfred Kober (1885–1963), Buchverleger, Journalist, Pazifist
- Carl Koechlin-Iselin (1856–1914), Unternehmer, Politiker
- Carl Koechlin-Vischer (1889–1969), Unternehmer
- Egon Kornmann (1887–1982), Kunstsammler, Kunsttheoretiker und Autor
- Max Krayer (1875–1944), Unternehmer

#### L
- Hans Lacher (1912–2003), Jurist, Diplomat
- Rudolf Laur-Belart (1898–1972), Archäologe, Professor an der Uni Basel
- Raoul La Roche (1889–1965), Bankier, Mäzen und Kunstsammler
- Rudolf Linder (1849–1928), Architekt und Bauunternehmer
- Rudolf Löw (1864–1930), Gymnasiallehrer, Komponist, Organist.
- Max Lüdin (1883–1960), Rechtsmediziner, Hochschullehrer an der Universität Basel
- Rudolf Luginbühl (1854–1912), Geschichtsprofessor an der Universität Basel, Autor Schweizer Lehrbücher
- Alfons Lutz (1903–1985), Apotheker, Pharmaziehistoriker
- Wilhelm Lutz (1888–1958), Professor der Dermatologie
- Robert Felix Lüssy (1887–1942), Notar, Advokat, Politiker und Offizier

#### M
- Benedikt Maeglin (1920–1992), Zahnmediziner und Hochschullehrer
- Rudolf Maeglin (1892–1971), Arzt und Künstler
- Hans Mähly (1888–1977), Architekt
- Burkhard Mangold (1873–1950), Maler, Glasmaler
- Christoph Mangold (1939–2014), Schriftsteller
- Carl Markees (1865–1926), Geiger, Komponist, Musikpädagoge
- Ernst Markees (1863–1939), Pianist, Komponist, Musikpädagoge, Musikkritiker
- Ernst Martz (1879–1959), Chemiker und Unternehmer
- Esther Mengold (1877–1954), Malerin
- Carl Menckhoff (1883–1948), deutscher Jagdflieger und Geschäftsmann
- Johann Rudolf Merian (1797–1871), Professor der Mathematik, Politiker
- Peter Merian (1795–1883), Physiker, Chemiker, Pionier der Geologie, Staatsmann
- Emma Mertz (1880–1937), Malerin und Zeichenlehrerin
- Emmy Meyer-Brenner (1847–1903), Schriftstellerin und Lyrikerin
- Ernst Miescher (1905–1990), Physiker
- Friedrich Miescher-His (1811–1887), Professor der Anatomie und der Physiologie
- Walter Morath (1918–1995), Kabarettist
- Johann Rudolf Moser (1827–1911), Kaufmann und Politiker
- Friedrich von der Mühll (1883–1942), Althistoriker und Gymnasiallehrer
- Hans von der Mühll (1887–1953), Architekt
- Johanna von der Mühll-von Thur (1894–1974), Künstlerin, Schriftstellerin und Kunsthistorikerin
- Karl von der Mühll (1841–1912), Mathematiker und Physiker
- Peter von der Mühll (1885–1970), Klassischer Philologe

#### N
- Jochen Neuhaus (1936–1995), Schauspieler, Regisseur und Übersetzer
- Kasimir Nienhaus (1838–1910), Apotheker, Dozent für Pharmakognosie und pharmazeutische Chemie an der Universität Basel

#### O
- Anna Oehler (1882–1951), Gründerin, Schriftstellerin und Lyrikerin
- Jakob Oeri-Hoffmann (1920–2006), Arzt, Unternehmer und Mäzen
- Hans Konrad von Orelli (1846–1912), reformierter Theologe, Professor der Theologie
- Hugo Oser (1863–1930), Rechtswissenschaftler, Bundesrichter
- Emanuel Walter Oswald (1801–1883), Unternehmensgründer, Bankier und Grossrat
- Franz Camille Overbeck (1837–1905), Kirchenhistoriker und Professor für Evangelische Theologie

#### P
- Mathilde Paravicini (1875–1954), Philanthropin und Pionierin der Kinderzüge
- Rudolf Paravicini (1815–1888), Unternehmer, Politiker, Offizier
- Georges Passavant (1862–1952), Reisender Fotograf, Strafrichter und Bankier
- Hans Franz Passavant (1751–1834), Gründer des Bankhauses Passavant & Cie
- Ernst Karl Ferdinand Petersen (1828–1908), Chemiker, Unternehmer
- Tadeus Pfeifer (1949–2010), Schriftsteller
- Eduard Pfrunder (1877–1925), Architekt
- Theophil Preiswerk (1846–1919), Kunstmaler

#### R
- Johann Anton Rebholz (1914–2000), Grafiker und Maler
- Bo Reicke (1914–1987), schwedischer evangelischer Theologe, Neutestamentler und Dozent
- Silvia Reize (1948–2012), Schauspielerin
- Bernhard Riggenbach (1848–1895), evangelischer Theologe und Autor
- Christoph Riggenbach (1810–1863), Architekt
- Christoph Johannes Riggenbach (1818–1890), evangelischer Theologe und Hochschullehrer an der Universität Basel
- Rudolf Riggenbach (1882–1961), Kunsthistoriker und Denkmalpfleger
- Friedrich Rintelen (1881–1926), Kunsthistoriker, Professor für Kunstgeschichte an der Universität Basel
- Paul von Ritter (1825–1915), Stifter der "Ritter-Stiftung" der Universität Jena
- Paul Roth (1896–1961), Historiker, Staatsarchivar
- Christian Rothenberger (1868–1938), Lehrer, Richter, Politiker
- Carl Rothpletz (1814–1885), Hochbaumeister, Architekt
- Leopold Rütimeyer (1856–1932), Mediziner und Ethnograf
- Ludwig Rütimeyer (1825–1895), Mediziner, Anatom, Zoologe, Geologe und Paläontologe

#### S
- Jakob Arnold von Salis (1847–1923), evangelisch-reformierter Theologe, Dichter und Historiker
- Karl Sarasin (1815–1886), Seidenbandfabrikant, Staatsmann
- Philipp Sarasin (1888–1968), Psychiater, Psychoanalytiker, Gründungsmitglied und Präsident der Schweizerischen Gesellschaft für Psychoanalyse
- Alfred Sarasin-Iselin (1865–1953), Bankier und Politiker
- Alfred Schaller (1908–1985), Politiker
- Jürg Schaub (1934–2009), Grafiker und Werbefachmann
- Johann Jakob Schäublin (1822–1901), Lehrer, Politiker, Liedersammler
- Karl Schell (1864–1936), Komponist, Organist und Dirigent
- Fritz Schider (1846–1907), Maler und Lehrer
- Philipp Schmidt (1893–1979), Bibliothekar, Autor, Redakteur und Tierschützer
- Arnold Schneider (1920–1992), Politiker und Nationalrat
- Hans Schneider (1888–1953), Kunsthistoriker
- Jenny Schneider (1924–2004), Konservatorin, Autorin, Museumsdirektorin des Schweizerischen Landesmuseums Zürich
- Christian Friedrich Schönbein (1799–1868), Chemiker, Erfinder der Schiessbaumwolle
- Alwin Schwabe (1852–1923), Verleger und Intendant
- Benno Schwabe (1841–1907), Verleger
- Hansrudolf Schwabe (1924–2014), Verleger, Autor und Buchhändler
- Ida Gertrud Schwabe (1886–1980), Malerin
- Julius Schwabe (1892–1980), Symbolforscher und Übersetzer
- Emil Seiler (1865–1933), Unternehmer und Chronist
- Gustav Senn (1875–1945), Botaniker
- Friedrich Siebenmann (1852–1928), Arzt, Chirurg, Hochschullehrer und Autor
- Alfons Simonius (1855–1920), Unternehmer, Oberst und Bankier
- August Simonius (1885–1957), Jurist und Richter
- Theodor Simonius (1854–1931), Unternehmer
- Albert Socin (1844–1899), Orientalist
- August Socin (1837–1899), Chirurg
- Jürg Spahr (1925–2002), Karikaturist und Kabarettist.
- Felix Speiser (1880–1949), Professor, Ethnologe, Direktor des Völkerkundlichen Museums in Basel
- Johann Jakob Speiser (1813–1856), Bankier, Eisenbahnpionier, Politiker
- Wilhelm von Speyr (1852–1939), Psychiater
- Bernd Spiessl (1921–2002), Kiefer- und Gesichtschirurg
- Adrian Staehelin (1931–2016), Richter, Rechtswissenschaftler
- Andreas Staehelin (1926–2002), Historiker
- John E. Staehelin (1891–1969), Psychiater
- Maria Margaretha Stähelin (1870–1959), Übersetzerin, Schriftstellerin und Mundart Dichterin
- Rudolf Staehelin (1875–1943), Internist, Direktor der Universitätsklinik Basel
- Rudolf Stähelin-Stockmeyer (1841–1900), Professor der Theologie, Rektor an der Universität Basel
- Fritz Stehlin (1861–1923), Architekt
- Johann Jakob Stehlin der Ältere (1803–1879), Bürgermeister, Politiker
- Johann Jakob Stehlin der Jüngere (1826–1894), Architekt (ursprünglich Kannenfeld-Gottesacker)
- Karl Rudolf Stehlin (1831–1881), Wirtschaftsführer und Politiker
- Emil Steiger (1861–1927), Apotheker und Botaniker
- Hans Stocker (1896–1983), Kunstmaler
- Immanuel Stockmeyer (1814–1894), evangelischer Geistlicher und Hochschullehrer
- Carl Streckeisen-Ehinger (1811–1868), Pädiater und Professor für Chirurgie
- Robert Strübin (1897–1965), Maler, Grafiker, Musiker
- Ernst Stückelberg (1831–1903), Kunstmaler
- Georg Stutz (1897–1961), Arzt, Psychiater, Chefarzt der Psychiatrischen Klinik Hasenbühl Liestal

#### T
- René Teuteberg (1914–2006), Historiker
- Andreas von Tuhr (1864–1925), Jurist, Rektor

#### V
- Max Varin (1898–1931), Bildhauer
- Henri Veillon (1865–1932), Physiker, Uni-Professor
- Gérold Veraguth (1914–1997), Maler, Zeichner und Lithograf
- César Vicarino (1833–1910), Ingenieur, Unternehmer und Politiker
- Adolf Lukas Vischer (1884–1974), Chefarzt am Altersheim des Bürgerspitals Basel, Redaktor und Schriftsteller
- Eberhard Vischer (1865–1946), Professor der Theologie
- Eduard Vischer (1903–1996), Gymnasiallehrer, Landesarchivar und -bibliothekar
- Frank Vischer (1923–2015), Rechtswissenschaftler
- Wilhelm Vischer (der Jüngere) (1833–1886), Professor, Historiker
- Wilhelm Vischer (1890–1960), Professor der Botanik, u. a. Präs. der Schweiz. Botanischen Gesellschaft
- Wilhelm Vischer-Bilfinger (1808–1874), Philologe
- Fritz Voellmy (1863–1939), Maler
- Alfred Volkland (1841–1905), Pianist und Dirigent

#### W
- Jacob Wackernagel (1853–1938), Indogermanist und Sprachwissenschaftler
- Jacob Wackernagel jun. (1891–1967), Rechtshistoriker
- Rudolf Wackernagel (1855–1925), Historiker
- Wilhelm Wackernagel (1806–1869), Germanist, Dichter
- Joseph Harvey Waggoner (1820–1889), amerikanischer Herausgeber, Autor und Gesundheitspionier
- Louise Weitnauer (1881–1957), Malerin, Zeichnerin und Lithografin
- Franz Welti (1879–1934), Jurist, Politiker
- Wilhelm Martin Leberecht de Wette (1780–1849), Theologe
- Ludwig Wille (1834–1912), Psychiater, Direktor der Heilanstalt Friedmatt in Basel
- Anton Winterlin (1805–1894), Kunstmaler
- Robert Witzinger (1882–1930), Jurist und Verleger
- Eduard Wölfflin (1831–1908), Klassischer Philologe
- Heinrich Wölfflin (1864–1945), Kunsthistoriker
- Johann Rudolf Wölfflin (1801–1888), Zuckerbäcker und Polizeigerichtspräsident
- Alfred Wyss (1929–2016), Kunsthistoriker und Denkmalpfleger

#### Z
- Roland Eduard Manuel Ziegler (1899–1962), Jurist, kaufmännischer Direktor, Major

### Gestalterisch bedeutende Grabstätten
Bemerkenswert viele Gräber auf dem «Wolfgottesacker» sind geschmückt mit vollplastischen monumentalen Engelsgestalten und anderen Figuren, Obelisken usw. aus Marmor, aber auch aus industriell im Ausland hergestellter billiger Galvanoplastik. Die Grabmale wurden überwiegend in den Werkstätten von spezialisierten Basler Steinmetzen, Bildhauern und Architekten angefertigt wie Carl Wartner (1817–1891), Jacques Gürtler, Isidor Raphael Pellegrini, Oskar Lippe (1880–1962), Emil Schlemmer. Einige seriell gefertigte Marmorfiguren stammen vom Zürcher Bildhauer Louis Wethli. Individuell gefertigte Stücke stammen unter anderem von Melchior Berri, Richard Kissling, Jakob August Heer, Hans Frei (1868–1948), Heinrich Rudolf Meili, August Suter und Alexander Zschokke. Gestalterisch besonders bemerkenswerter Grabschmuck findet sich unter anderem auf folgenden Grabstätten:

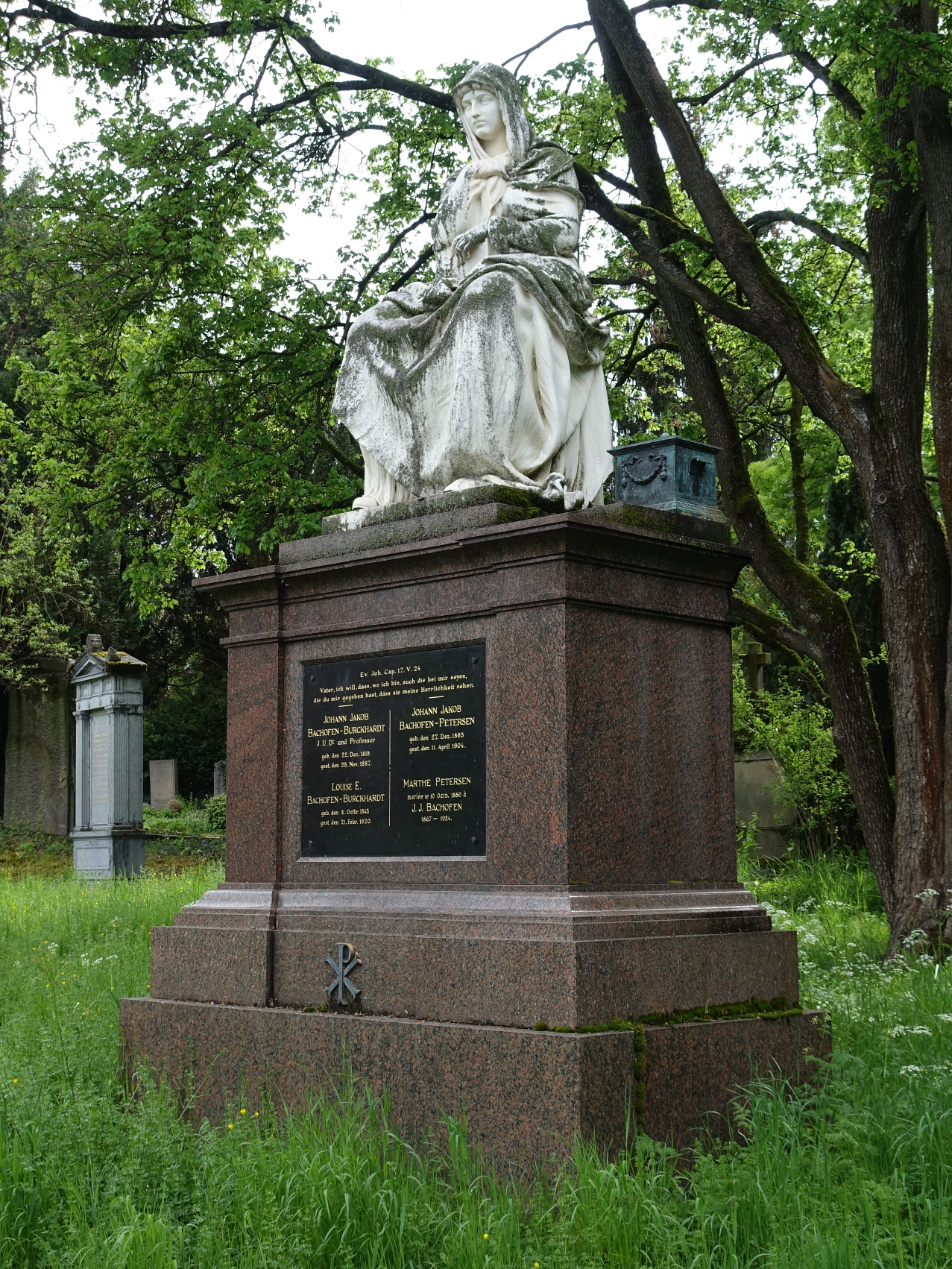
Grab-Denkmal von Richard Kissling für Johann Jakob Bachofen

- Familie Merke: Marmorrelief des Zürcher Bildhauers Louis Wethli, 1892
- Familie Münger: Weibliche Figur «Hoffnung», von Emil Schlemmer, verkleinert nach einem Original Bertel Thorvaldsens von 1817
- Familien Schetty-Haas / Resch-Haas: Marmorengel, geschaffen vom Basler Bildhauer und Architekten Isidor Raphael Pellegrini nach dem berühmten Vorbild «Harrender Engel des Gerichts» (Vorbote des Weltgerichts) von Giulio Monteverde auf dem Monumentalfriedhof Staglieno in Genua (weitere Kopie auf dem Frankfurter Hauptfriedhof); ursprünglicher Standort Horburg-Gottesacker
- Johann Caspar Horber: trauernde Frauenfigur aus Marmor, 1901/1902 von Jakob August Heer geschaffen und preisgekrönt.
- Johann Rudolf Forcart (1749–1834), Seidenbandfabrikant: von Melchior Berri 1834 in neugotischem Stil mit Spitzbogen und aufgesetztem Kreuz
- Samuel Merian, Bankier: von Melchior Berri 1851 in neugotischem Stil mit zwei Spitzbögen und aufgesetzten Kreuzen
- Johann Jakob Speiser, Wirtschaftspolitiker: Marmor, von Heinrich Rudolf Meili
- Wilhelm Schmidlin (1810–1872), Centralbahndirektor: von Heinrich Rudolf Meili
- Helene Rosine La Roche († 1879 im Alter von drei Jahren): mehrere Engel mit dem Kind, vom Mailänder Bildhauer E. Bulli im bewegten Stil der italienischen Neugotik
- Familie Johann Jakob Stehlin der Jüngere: Blumenstreuender Engel aus Carrara-Marmor, Entwurf 1887 von Johann Jakob Stehlin dem Jüngeren, architektonischer Aufbau vom Atelier David Doret in Vevey, Figur ausgeführt vom Genfer Bildhauer Charles-François-Marie Iguel (1827–1897); ursprünglicher Standort «Kannenfeld-Gottesacker»
- Familie Johann Jakob Stehlin der Ältere  Baumeister, Stadtplaner, Basler Bürgermeister: klassizistischer Obelisk aus grauem Kalkstein mit Girlanden geschmückt, ursprünglicher Standort «Kannenfeld-Gottesacker»
- Johann Jakob Bachofen: überlebensgrosse Frauenfigur aus weissem Marmor, Kandelaber und Feuerschale aus Bronze, auf Sockel aus rotem Granit, 1889 von Richard Kissling; verweist auf Bachofens Hauptwerk «Das Mutterrecht»; gilt als das künstlerisch und historisch bedeutendste Grabmal des «Wolfgottesackers»
- Fritz Schider, Maler: Grabmal im Jugendstil
- Wilhelm Bernoulli (1869–1909), Basler Architekt des Jugendstils: Grabmal im Jugendstil
- Familie Grossmann-Koechlin: Eine junge und eine alte männliche Figur aus Bronze von Alexander Zschokke, 1967; verkleinerte Ausgabe einer von Zschokke 1937 für das Mausoleum der deutschen Industriellenfamilie Klöckner auf dem Duisburger Friedhof gefertigten Gruppe aus Basalt

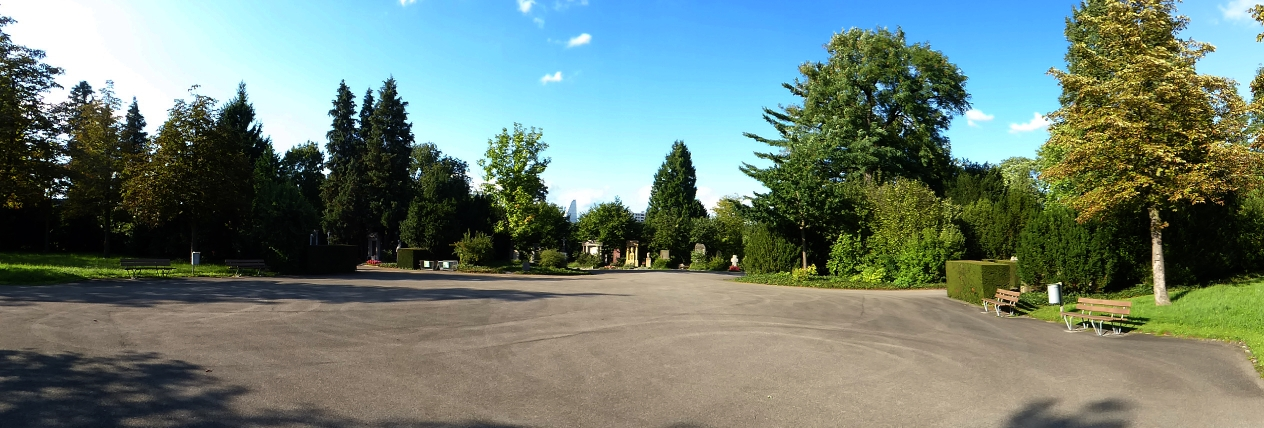
Friedhof Wolfgottesacker